# Furcula simplex
Furcula simplex är en fjärilsart som beskrevs av Hörhammer. 1934. Furcula simplex ingår i släktet Furcula och familjen tandspinnare. Inga underarter finns listade i Catalogue of Life.